# Petershagen (Ukraine)
Petershagen (ukrainisch Петерсгаген) ist ein Ort im Rajon Polohy in der Oblast Saporischschja.

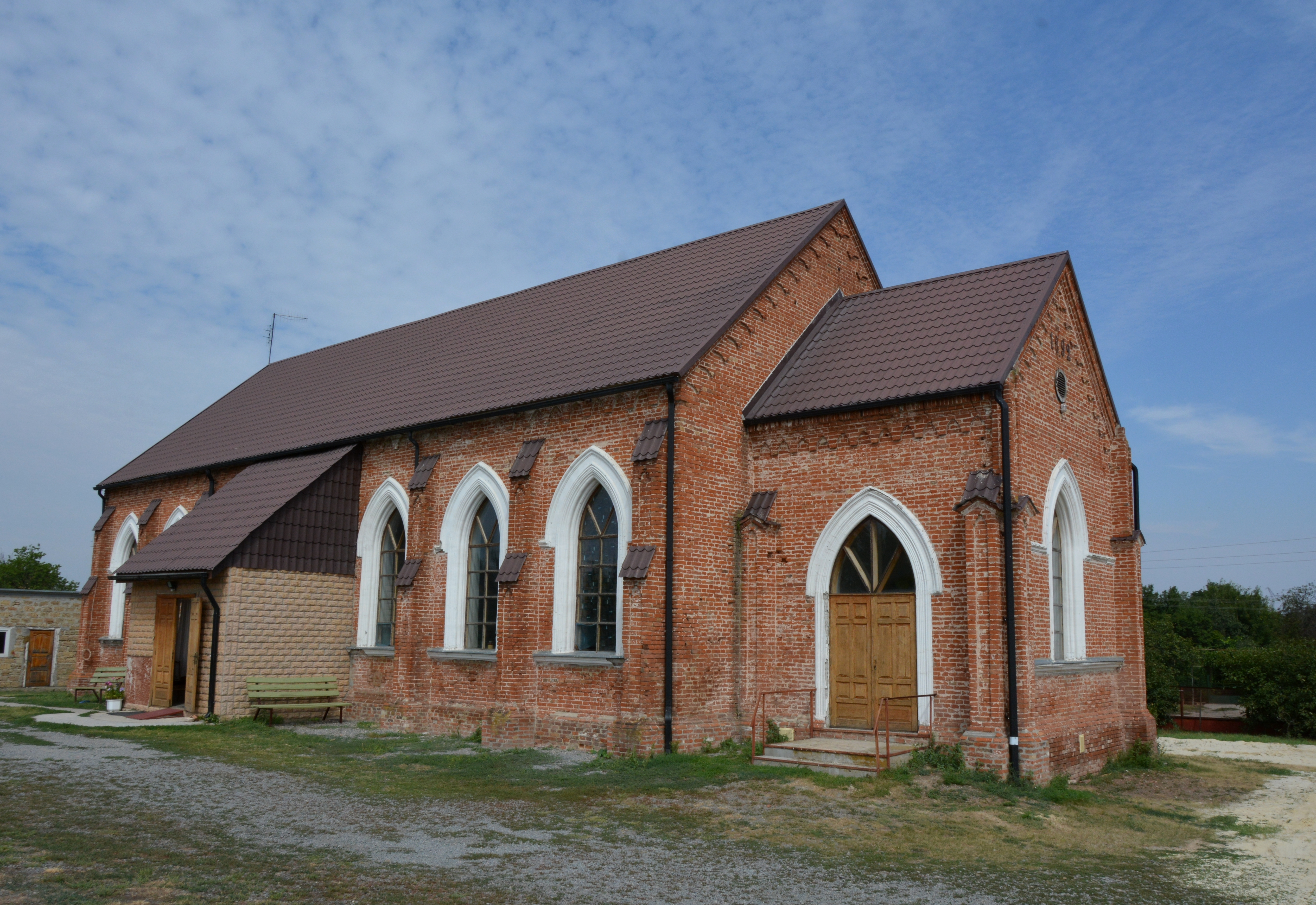
Restaurierte Mennonitenkirche von Petershagen

Der Ort wurde 1805 von 20 flämischen Mennonitenfamilien am Südufer des Tokmak gegründet. Ein schmaler Nebenfluss floss durch den Ort. Der Ortsname bezieht sich auf den Herkunftsort der meisten Siedler im Kreis Elbing, heute Żelichowo. 1810 wurde eine Kirche gebaut, diese wurde 1852 zum Bau der Kirche in Neu-Halbstadt abgetragen. Schließlich wurde 1892 wieder eine Kirche erbaut. 1869 gab es hier 17 Vollwirtschaften, sechs Halbwirtschaften und 19 Kleinwirtschaften. 1908 lebten hier 308 Menschen, es gab eine Ziegelei, eine Windmühle, eine motorisierte Mühle, ein Lebensmittelgeschäft und einen Wagenbauer. Der Ort wurde in Kutusiwka (Кутузівка) umbenannt.
Am 18. September 2024 wurde das Dorf Kutusiwka durch Beschluss Nr. 12043 in „Petershagen“ umbenannt.

## Mennonitenkirche
Mit seinen spitzbogigen Fenstern und gemauerten Strebepfeilern war der Bau im Stil der Neugotik gestaltet. Die Wände bestehen aus Backstein, das Dach war mit Tonziegeln gedeckt. Kanzel und Altarraum befanden sich am Ende des Innenraums, was eher der Gestaltung einer Basilika als der Gestaltung eines preußischen Bethauses entspricht. Am anderen Ende setzte sich das Gebäude mit einem 6 m hohen Anbau fort. In den 1920er Jahren wurde der Bau als Getreidespeicher genutzt und 1999 mit Unterstützung der kanadischen Nachkommen der Mennoniten saniert. Seit 1999 finden hier wieder regelmäßig Gottesdienste statt.

## Nachweise
1. ↑  Antonina Frolova: У Запорізькій області перейменували низку населених пунктів – повний список. In: zprz.city. Abgerufen am 23. Mai 2025 (ukrainisch).
2. ↑  Dmitri Nagorny: Верховна Рада України ухвалила постанову про перейменування 13 населених пунктів Запорізької області. In: suspilne.media. 19. September 2024, abgerufen am 23. Mai 2025 (ukrainisch).
3. ↑  Rudy P. Friesen, Edith Elisabeth Friesen: Bauwerke der Vergangenheit: mennonitische Architektur, Landschaft und Siedlungen in Russland/Ukraine. Tweeback, Bonn 2016, S. 404–406.